# Arthur Sullivan
Arthur Seymour Sullivan (ur. 13 maja 1842 w Londynie, zm. 22 listopada 1900 tamże) – angielski kompozytor.
Studiował w Royal Academy of Music w Londynie i w lipskim konserwatorium m.in. pod kierunkiem Juliusa Rietza, Moritza Hauptmanna i Ignaza Moschelesa. Jego debiutem kompozytorskim było dobrze przyjęte wykonanie muzyki do Burzy Williama Shakespeare'a (1861). 
Sprawował funkcję organisty królewskiej opery Covent Garden, gdzie później wystawiano jego dzieła kompozytorskie. Współtwórca (wraz z W.S. Gilbertem) operetek, spośród których najpopularniejsze są H.M.S. Pinafore, Piraci z Penzance i Mikado. Ponadto twórca oper, dzieł symfonicznych oraz chorałów, baletów, ballad itp. W jego twórczości operetkowej widać wpływy wiedeńskie i paryskie, sięgał też do romantyzmu i muzyki dawnej.
Był odznaczany za zasługi dla korony brytyjskiej (1878 kawaler orderu Legii Honorowej, 1883 tytuł szlachecki od królowej Wiktorii).

## Twórczość
Wybrane kompozycje:
- balet L'Île Enchantée (1864)
- Symphony in E (1866)
- Concerto for Cello and Orchestra (1866)
- Overture in C (In Memoriam) (1866)
- opera komiczna Cox and Box(inne języki) do libretta F.C. Burnanda (1866)

- oratorium The Prodigal Son (1869)
- Overture di Ballo (1870)
- opera Ivanhoe (1891)

Operetki (wspólnie z librecistą W.S. Gilbertem):
- Thespis, or, The Gods Grown Old (1871)
- Trial by Jury (1875)
- The Sorcerer (1877)
- H.M.S. Pinafore(inne języki) (H.M.S. Pinafore, or, The Lass That Loved a Sailor) (1878)
- Piraci z Penzance (The Pirates of Penzance, or, The Slave of Duty) (1879)
- Patience, or, Bunthorne's Bride (1881)
- Iolanthe, or, The Peer and the Peri (1882)
- Princess Ida, or, Castle Adamant (1884)
- Mikado (The Mikado, or, The Town of Titipu) (1885)
- Ruddigore, or, The Witch's Curse (1887)
- The Yeomen of the Guard, or, The Merryman and his Maid (1888)
- Gondolierzy (The Gondoliers, or, The King of Barataria) (1889)
- Utopia, Limited, or, The Flowers of Progress (1893)
- The Grand Duke, or, The Statutory Duel (1896)